# Selección de fútbol de Azores
La Selección de fútbol de Azores es el equipo que representa el Archipiélago de Azores, una región autónoma perteneciente a Portugal. Azores no está afiliado a la FIFA o a la UEFA, y por lo tanto es impedida de disputar partidos oficiales con otras selecciones afiliadas a la primera.
Manda sus pocos partidos que disputa en el Estadio São Miguel, perteneciente al Santa Clara, principal club azoriano.
La selección sub-17 de Azores participa habitualmente en los Jeux des îles.